# Yellow Wolf
Cet article concerne le guerrier nez-percé. Pour le chef cheyenne, voir Yellow Wolf (Cheyenne).
Yellow Wolf, né vers 1855 dans la vallée de la Walla Walla et mort le 21 août 1935 dans la réserve indienne de Colville, est un guerrier Nez-Percé qui participe à la guerre des Nez-Percés de 1877. Il est notamment connu pour avoir rapporté le déroulement de ce conflit du point de vue des Amérindiens dans le livre Yellow Wolf: His Own Story que Lucullus Virgil McWhorter (en) écrit pour lui.